# ТЕС Хамрія (SHIPCO)
25°27′38″ пн. ш. 55°28′41″ зх. д. / 25.46056° пн. ш. 55.47806° зх. д.
ТЕС Хамрія (SHIPCO) – теплова електростанція, що споруджується на північному сході Об'єднаних Арабських Еміратів, у еміраті Шарджа.
У 2019-му в індустріальній зоні Хамрія почали будівництво нової ТЕС, яка матиме 3 енергоблоки потужністю по 600 МВт та використовуватиме технологію комбінованого парогазового цикла. У кожному з блоків встановлять одну газову турбіну General Electric Frame 9HA.01, яка через котел-утилізатор живитиме одну парову турбіну. Введення блоків станції заплановане на 2021 – 2023 роки.
Електростанція розрахована на споживання природного газу. При цьому варто відзначити, що блакитне паливо надходить до Хамрії ще з середини 2000-х, коли спорудили трубопровід від родовища Саджаа. Втім, останнє перебуває на стадії стагнації видобутку, тому у другій половині 2010-х виникли плани створення у порту Хамрія плавучого регазифікаційного терміналу для імпорту природного газу.
Проект реалізовує компанія Sharjah Hamriyah Independent Power Company (SHIPCO), учасниками якої є японські Sumitomo та Shikoku Electric Power Company, належна до General Electric компанія Energy Financial Services, а також державний шарджійський фонд Sharjah Asset Management.
Можливо відзначити, що поряд розташований майданчик ТЕС Хамрія, спорудженої в середині 2000-х державною енергетичною агенцією Sharjah Electricity and Water Authority (SEWA).